# لوک و اسب‌های مسابقه
لوک و اسب‌های مسابقه (انگلیسی: Luke and the Bang-Tails) یک فیلم کمدی صامت کوتاه به کارگردانی هال روچ است که در سال ۱۹۱۶ منتشر شد. نسخه‌ای از این فیلم در موزه هنر مدرن نگهداری می‌شود.

## بازیگران
- هارولد لوید
- اسناب پالرد
- ببه دنیلز
- سمی بروکس
- باد جیمیسون
- چارلز استیونسون
- دی لمپتون
- هری تاد
- فرد سی. نیومیر
- مارگارت جاسلین